# Телеком Пари
Телеком Пари (на френски: Télécom ParisTech, École nationale supérieure des télécommunications), е френска публична институция за висше образование (Гранд Екол) и инженерни изследвания. Разположен в Палезо, той също е член на Парижкия политехнически институт. През 2021 г. той е петият най-високо класиран френски университет в Световната университетска класация и 6-ият най-добър малък университет в света.. В Световната университетска класация, Телеком Пари е 64-ият най-добър университет в света по компютърни науки.

## Известни възпитаници
- Мила Николова, българска приложна математичка